# Chlamyopsallus lycii
Chlamyopsallus lycii är en insektsart som beskrevs av Schwartz 2005. Chlamyopsallus lycii ingår i släktet Chlamyopsallus och familjen ängsskinnbaggar. Inga underarter finns listade i Catalogue of Life.